# Strandvallen
Le Strandvallen est un stade de football suédois basé à Hällevik. Le club résident est le Mjällby AIF.

## Histoire
Le stade est inauguré le 28 juin 1953. Le match d'ouverture confronte le Mjällby AIF face au VfL Germania Leer. Le record d'affluence remonte à 1980 lors d'un match de Mjällby AIF face à Kalmar FF avec 8 438 spectateurs. Il s'agit du premier match de l'équipe résidente en première division suédoise. 
Le stade est rénové en 2002 pour atteindre sa capacité actuelle de 7 500 places.